# 双大竜亮三
双大竜 亮三（そうたいりゅう りょうぞう、1982年7月26日 - ）は、福島県福島市出身で時津風部屋に所属した元大相撲力士。本名は高橋 亮三（たかはし りょうぞう）。現役時代の体格は身長179cm、体重122kg、血液型はA型。最高位は西前頭15枚目（2013年3月場所）。

## 経歴
福島市立蓬萊小学校4年の時に担任教師に勧められ相撲を始める。福島市立蓬萊中学校では、相撲部がなく、陸上競技部に所属し、砲丸投の選手であった。その後、福島県立会津農林高等学校から東京農業大学に進学。国民体育大会の福島県代表に選ばれ、大学4年時には相撲部主将を務めるなど将来を嘱望されたが、2004年5月に腹膜炎を患い、当時116kgあった体重が20kgほど減少する。このため大学卒業間際の2005年3月にようやく医師からの許可が下り、4月に時津風部屋に入門、平成17年夏場所新弟子検査を受験し合格、角界入りを果たす。
夏場所の前相撲で新序出世を果たし、翌名古屋場所は東序ノ口40枚目で全勝優勝、1場所で東序二段33枚目に昇進、秋場所も6勝1敗で続く九州場所では東三段目70枚目へ昇進、その場所でも7戦全勝で、優勝決定戦では影山に敗れ優勝は逃したものの、翌2006年初場所で東幕下45枚目へ昇進と、順調に昇進していた。2006年、6場所中4場所で勝ち越すものの、最高で5勝2敗とそれまで三段目以下で見せたほどの勢いはなく、幕下中位から下位に留まる。2007年、いずれも4勝3敗の成績ではあったものの、初場所から3場所連続で勝ち越し、名古屋場所では自身最高位の東幕下10枚目の地位まで昇進するが、場所前に発生した時津風部屋力士暴行死事件や右肘手術の影響もあり、その場所から3場所連続で負け越し、再び幕下中位に番付を下げる。
2008年、初場所こそ5勝2敗と勝ち越すが、足の怪我の影響でその後3月場所から3場所連続で3勝4敗と負け越し、東幕下48枚目まで番付を下げる。この間に暴行死事件により高校・大学の後輩が逮捕されたこともあり相撲に集中できなくなり、一時は引退も考えたというが、それを立ち直らせた者もまた事件で有罪判決を受けた後輩であり「自分の分もがんばって関取になって欲しい」との言葉で相撲への熱意を取り戻した。2008年9月場所で6勝1敗の好成績を収め、その場所から2009年7月場所まで6場所連続で勝ち越しの好成績を収め、再び幕下上位に番付を上げる。自己最高位の西幕下筆頭で迎えた2009年7月場所では、3番目で前場所まで2場所十両を務めた福岡に敗れるも、それ以外の取組に全勝、幕下で自身5場所ぶり2回目、かつ優勝同点となる6勝1敗の好成績を収め、8人で争った優勝決定戦では準決勝で敗れたものの、7月29日の番付編成会議で9月場所での十両昇進が決まった。新十両会見では師匠の時津風（元幕内・時津海）が「相撲に関して言うことはない」とまで信頼するコメントを残した。なお双大竜の四股名が暴行死事件を起こした前師匠15代時津風の現役時の四股名、双津竜と類似していることから現師匠である16代時津風は十両昇進とともに四股名の変更を検討していたが、双大竜は「偉大な横綱（双葉山）の名が入っている」として変更を希望せず、新十両になった際も四股名は変更されなかった。事件直後に他の「双」がつく四股名を持つ力士はすべて改名しており、事件以降も改名せず通した唯一の力士である。
新十両として迎えた9月場所は11日目から5連敗を喫し最終的に5勝10敗となり、他力士の星、および幕下からの昇格候補力士の数の関係で、1場所で幕下降格となった。
2011年7月場所は10場所ぶりの十両復帰（西十両7枚目）を果たし、8勝7敗と十両では初の勝ち越しを果たした。翌9月場所は7日目の妙義龍戦で上手投げで敗れた際に負傷し、中日から自身初の途中休場となった。翌11月場所は東十両11枚目まで番付を下げ、10日目まで7勝3敗であったが、その後5連敗で7勝8敗と負け越した。翌2012年1月場所は東十両12枚目で初日から5連勝して10日目に勝ち越しを決め、最終的に10勝5敗と十両では初の二桁勝利を挙げた。翌3月場所は西十両3枚目で6勝9敗と負け越し。その後は一進一退が続いたが、東十両4枚目だった2013年1月場所で9勝6敗と勝ち越して、翌3月場所で新入幕を果たした（西前頭15枚目）。その3月場所で4勝11敗の大敗を喫して1場所で十両に後退し、それを皮切りに4場所連続で負け越しを喫した。9月場所を7勝8敗としながら番付運に恵まれて据え置きの東十両10枚目の地位を与えられた11月場所は、中日まで3勝5敗と不調だったもののそこから挽回して14日目に5場所ぶりとなる勝ち越しを決め、最終的に8勝7敗の成績を残した。以来、翌2014年5月場所まで4場所連続で8勝7敗の勝ち越しを果たすなど十両での成績が一時期安定していたが、東十両筆頭まで番付を回復して再入幕目前となった7月場所は惜しくも7勝8敗の負け越しに終わった。その後も右肘や首の痛みに苦しみ精彩を欠き、2015年5月場所は幕下へ陥落。稽古が満足にできない中で5月場所を迎えたが、この場所は6番相撲で負け越しとなった。2017年9月場所で1勝4敗の後、6番目から途中休場し、2017年11月場所も全休して、翌2018年1月場所初日前日の1月13日に現役を引退した。
2018年2月3日に両国国技館で断髪式が行われた。同年4月より柔道整復師の資格取得のために専門学校に通い、トレーナーを目指すという。

## 力士としての特徴

### 取り口
概ね110kg余りの軽量でありながらも相撲は正攻法の傾向があり、前ミツを取りつつ低く潜って食い下がる相撲が持ち味で投げ技や引き技には屈しにくい。軽量ゆえにスピードも持ち合わせており前捌きも巧い方であるので立合いから電車道で決める相撲も得意としている。廻しを取る以外にも強力な突っ張りで相手を後退させることができ、「見た目以上に怪力」と評されることもある。一方で細身のため持久力に欠けるところがあり、終盤に失速して連敗を重ねるパターンも目立つ。

### その他相撲関連
2014年5月場所のポスターに自身の後ろ姿が採用された。協会は公表していないが大銀杏の結い方と体つきで双大竜であることが確実と報道された。一般的にまげは頭頂部に近い部分で結われるものであるが、時津風部屋の床好は後頭部の真ん中にまげをつけるような結い方をするのでこれが力士を特定する際の決め手となった。他にこの結い方をするのは2014年5月場所前の時点で同部屋の時天空、土佐豊の2人だけである。土佐豊によると「投げの打ち合いとか微妙な勝負になったとき、先にまげがつかないようにだと聞いています」とのことであり、実際にそれで勝負をものにしたこともあるという。相撲記者の佐々木一郎は、使用された双大竜の写真が本物であるかどうかという疑問について「私はウェブが本物、ポスターは裏焼き写真だと推測した。双大竜関は右手で塩をまく。ポスターの画像は、左手でまいているように見える。これは、写真を裏返したからそう見えるのではないか」と私見を述べている。

## 主な成績

### 通算成績
- 通算成績：351勝340敗20休（76場所）
- 幕内成績：4勝11敗
- 幕内在位：1場所

### 各段優勝
- 序ノ口優勝：1回（2005年7月場所）

### 場所別成績
| | 一月場所 初場所（東京） | 三月場所 春場所（大阪） | 五月場所 夏場所（東京） | 七月場所 名古屋場所（愛知） | 九月場所 秋場所（東京） | 十一月場所 九州場所（福岡） |
| --- | ----------------------- | ----------------------- | ----------------------- | --------------------------- | ----------------------- | --------------------------- |
| 2005年 （平成17年） | x                       | x                       | （前相撲）              | 東序ノ口40枚目 優勝 7–0     | 東序二段33枚目 6–1      | 東三段目70枚目 7–0          |
| 2006年 （平成18年） | 東幕下45枚目 5–2        | 西幕下31枚目 3–4        | 西幕下38枚目 4–3        | 西幕下29枚目 2–5            | 東幕下49枚目 4–3        | 東幕下41枚目 5–2            |
| 2007年 （平成19年） | 東幕下25枚目 4–3        | 東幕下19枚目 4–3        | 西幕下14枚目 4–3        | 東幕下10枚目 2–5            | 西幕下24枚目 3–4        | 東幕下31枚目 3–4            |
| 2008年 （平成20年） | 西幕下37枚目 5–2        | 西幕下21枚目 3–4        | 西幕下29枚目 3–4        | 西幕下38枚目 3–4            | 東幕下48枚目 6–1        | 東幕下21枚目 4–3            |
| 2009年 （平成21年） | 東幕下17枚目 5–2        | 西幕下9枚目 4–3         | 東幕下3枚目 4–3         | 西幕下筆頭 6–1              | 西十両10枚目 5–10       | 東幕下3枚目 2–6             |
| 2010年 （平成22年） | 東幕下14枚目 5–2        | 西幕下7枚目 2–5         | 西幕下20枚目 5–2        | 西幕下14枚目 3–4            | 西幕下19枚目 4–3        | 東幕下14枚目 4–3            |
| 2011年 （平成23年） | 東幕下10枚目 4–3        | 八百長問題 により中止   | 東幕下7枚目 6–1         | 西十両7枚目 8–7             | 西十両4枚目 4–4–7       | 東十両11枚目 7–8            |
| 2012年 （平成24年） | 東十両12枚目 10–5       | 西十両3枚目 6–9         | 東十両7枚目 8–7         | 東十両4枚目 7–8             | 西十両5枚目 6–9         | 東十両8枚目 8–7             |
| 2013年 （平成25年） | 東十両4枚目 9–6         | 西前頭15枚目 4–11       | 西十両4枚目 7–8         | 東十両6枚目 6–9             | 東十両10枚目 7–8        | 東十両10枚目 8–7            |
| 2014年 （平成26年） | 東十両8枚目 8–7         | 西十両5枚目 8–7         | 東十両2枚目 8–7         | 東十両筆頭 7–8              | 西十両2枚目 5–10        | 西十両4枚目 4–11            |
| 2015年 （平成27年） | 西十両9枚目 6–9         | 西十両11枚目 4–7–4      | 東幕下5枚目 3–4         | 西幕下11枚目 3–4            | 西幕下16枚目 2–5        | 西幕下35枚目 2–5            |
| 2016年 （平成28年） | 西幕下49枚目 5–2        | 東幕下34枚目 5–2        | 東幕下21枚目 2–5        | 東幕下39枚目 4–3            | 西幕下31枚目 5–2        | 東幕下21枚目 3–4            |
| 2017年 （平成29年） | 東幕下27枚目 2–5        | 東幕下49枚目 4–3        | 東幕下42枚目 6–1        | 西幕下17枚目 3–4            | 東幕下26枚目 1–4–2      | 西幕下51枚目 休場 0–0–7     |
| 2018年 （平成30年） | 西三段目31枚目 引退 –   | x                       | x                       | x                           | x                       | x                           |
| 各欄の数字は、「勝ち-負け-休場」を示す。 優勝 引退 休場 十両 幕下 三賞：敢=敢闘賞、殊=殊勲賞、技=技能賞 その他：★=金星 番付階級：幕内 - 十両 - 幕下 - 三段目 - 序二段 - 序ノ口 幕内序列：横綱 - 大関 - 関脇 - 小結 - 前頭（「#数字」は各位内の序列） |                         |                         |                         |                             |                         |                             |

### 幕内対戦成績
| 力士名 | 勝数 | 負数 | 力士名     | 勝数 | 負数 | 力士名   | 勝数 | 負数 | 力士名 | 勝数 | 負数 |
| ------ | ---- | ---- | ---------- | ---- | ---- | -------- | ---- | ---- | ------ | ---- | ---- |
| 磋牙司 | 0    | 1    | 佐田の富士 | 0    | 1    | 大道     | 0    | 1    | 宝富士 | 0    | 1    |
| 豪風   | 0    | 1    | 玉鷲       | 1    | 0    | 千代の国 | 0    | 1    | 栃乃若 | 1    | 0    |
| 豊響   | 0    | 1    | 富士東     | 0    | 1    | 嘉風     | 0    | 1    | 若の里 | 0    | 1    |

## 改名歴
- 高橋 亮三（たかはし りょうぞう）2005年5月場所 - 2006年3月場所
- 双大竜 亮三（そうたいりゅう りょうぞう）2006年5月場所 - 2018年1月場所